# Songtham
Songtham (der Rechtfertige, Thai: สมเด็จพระเจ้าทรงธรรม − Somdet Phrachao Song Tham, auch: Intharacha, พระอินทราชา − Phra Intharacha; * 1590 in Ayutthaya; † 13. Dezember 1628) war von 1610 bis 1628 König Königreichs Ayutthaya in Siam (heute Thailand) als Nachfolger von König Ekathotsarot.

## Leben
Die Umstände der Thronbesteigung von Songtham sind etwas unklar, da eigentlich der Prinz Si Saowaphak der legitime Nachfolger hätte sein müssen. Im Siamesischen Bürgerkrieg 1610–1612 konnte er sich gegen Ansprüche des Thronprätendenten durchsetzen, der von der japanischen Palastgarde und einem laotischen Kontingent unterstützt wurde.
Unter Songtham fand eine deutliche Ausweitung der siamesisch-europäischen Handelsbeziehungen statt, ohne dass Songtham die Gleichgewichtspolitik verließ. Die 1600 gegründete Ostindienkompanie der Engländer erhielt 1612 die gleichen Rechte wie die Portugiesen und die Niederländer zuvor: eine Handelsniederlassung in Ayutthaya und der Bau einer Werkstätte in Pattani auf der malaiischen Halbinsel wird erlaubt. Mit dieser Erlaubnis erhoffte sich der König einen Know-how-Transfer in der Weiterverarbeitung von Rohstoffen, an denen Siam keinen Mangel litt.
Die Europäer benötigten einen Handelsweg zum Kaiserreich China, der vom unberechenbaren Monsun möglichst unabhängig war. Songtham bot ihnen dafür Ayutthaya, und so wuchs die Hauptstadt als Umschlaghafen von einiger Bedeutung für Waren zwischen Europa, Indien, Japan und China. Ganz ungeschoren kam Siam aber nicht um die wachsenden Spannungen zwischen den Europäern herum: 1618 kam es zwischen Holland und England zum Handelskrieg, der sich bis auf die Niederlassungen in Siam ausbreitete. Nur ein Jahr später griffen 800 Niederländer zwei englische Schiffe in Pattani an. Erst 1620 wurde zwischen den Niederlassungen in Siam ein Friedensvertrag geschlossen und die Lage entspannte sich.
Songtham verstärkte auch die Handelsbeziehungen mit Japan, das zwar keine technologischen Erkenntnisse bieten konnte, aber dafür die leicht abzubauenden Edelhölzer, Zucker, Tierhäute, Elfenbein, Früchte und Reis teuer bezahlte. Schließlich versuchten die Japaner unter ihrem Anführer Yamada Nagamasa, über eine Palastgarde am Hofe Ayutthayas den König zu stürzen, um die Kontrolle über die siamesische Wirtschaft zu erlangen. Ob für den Shogun oder ob sie nicht vielmehr durch laotische Fürsten bestochen worden waren, bleibt vorerst im Dunkel der Geschichte. Auf jeden Fall drangen laotische Truppen bis nach Lopburi vor, um Ayutthaya von den Japanern „zu befreien“.
Songtham starb 38-jährig an einer schweren Krankheit und hinterließ ein wirtschaftlich gesundes Land mit einem minderjährigen Thronerben, dem Prinzen Chettha (andere Schreibweise: Jetta).
| Personendaten    | Personendaten                           |
| ---------------- | --------------------------------------- |
| NAME             | Songtham                                |
| ALTERNATIVNAMEN  | der Rechtfertige; Intharacha; Intharaja |
| KURZBESCHREIBUNG | König von Ayutthaya in Siam             |
| GEBURTSDATUM     | 1590                                    |
| GEBURTSORT       | Ayutthaya                               |
| STERBEDATUM      | 13. Dezember 1628                       |
| STERBEORT        | Ayutthaya                               |